# 维什内韦市镇
维什内韦市级市镇（烏克蘭語：Вишнева міська громада），是乌克兰基辅州布恰区的一个市镇，行政中心为維什內韋。市镇面积为17.7平方公里，人口数量为47,305人（2020年）。

## 聚居点
该市镇包括一个城市（維什內韋）和一个村庄（克留基夫希納）。